# Stachystemon polyandrus
Stachystemon polyandrus là một loài thực vật có hoa trong họ Picrodendraceae. Loài này được (F.Muell.) Benth. miêu tả khoa học đầu tiên năm 1873.